# Крофорд (округ, Иллинойс)
Кро́форд (англ. Crawford County) — округ в США, штате Иллинойс. По состоянию на 2010 год, численность населения составляла 19 817 человек. Был основан в 1816 году, получил своё название в честь американского политического деятеля и министра финансов Уильяма Кроуфорда.

## География
По данным Бюро переписи США, общая площадь округа равняется 1 155 км², из которых 1 149 км² — суша, и 6 км², или 0,49 % — это водоёмы.

## Население
По данным переписи населения 2000 года в округе проживает 20 452 жителя в составе 7842 домашних хозяйств и 5450 семей. Плотность населения составляет 18,00 человек на км2. На территории округа насчитывается 8785 жилых строений, при плотности застройки около 8-ми строений на км2. Расовый состав населения: белые — 93,58 %, афроамериканцы — 4,53 %, коренные американцы (индейцы) — 0,27 %, азиаты — 0,35 %, гавайцы — 0,01 %, представители других рас — 0,55 %, представители двух или более рас — 0,71 %. Испаноязычные составляли 1,72 % населения независимо от расы.
В составе 30,60 % из общего числа домашних хозяйств проживают дети в возрасте до 18 лет, 57,80 % домашних хозяйств представляют собой супружеские пары, проживающие вместе, 8,60 % домашних хозяйств представляют собой одиноких женщин без супруга, 30,50 % домашних хозяйств не имеют отношения к семьям, 26,80 % домашних хозяйств состоят из одного человека, 14,00 % домашних хозяйств состоят из престарелых (65 лет и старше), проживающих в одиночестве. Средний размер домашнего хозяйства составляет 2,41 человека, и средний размер семьи — 2,91 человека.
Возрастной состав округа: 22,80 % — моложе 18 лет, 8,60 % — от 18 до 24, 28,90 % — от 25 до 44, 23,00 % — от 45 до 64, и 23,00 % — от 65 и старше. Средний возраст жителя округа — 39 лет. На каждые 100 женщин приходится 107,30 мужчин. На каждые 100 женщин старше 18 лет приходится 106,50 мужчин.
Средний доход на домохозяйство в округе составлял 32 531 USD, на семью — 40 418 USD. Среднестатистический заработок мужчины был 30 339 USD против 21 604 USD для женщины. Доход на душу населения составлял 16 869 USD. Около 8,50 % семей и 11,20 % общего населения находились ниже черты бедности, в том числе — 15,00 % молодёжи (тех, кому ещё не исполнилось 18 лет) и 8,40 % тех, кому было уже больше 65 лет.